# Антофалья
Антофа́лья (ісп. Antofalla) — діючий стратовулкан в аргентинській провінції Катамарка. Висота Антофальї 6440 м, що робить її третім найвищим активним вулканом у світі. Назва Антофалья перекладається з індіанської мови кунса як «Місце, де помирає сонце».